# Arachnis incarnata
Arachnis incarnata är en fjärilsart som beskrevs av Walker 1855. Arachnis incarnata ingår i släktet Arachnis och familjen björnspinnare. Inga underarter finns listade i Catalogue of Life.